# Скоморохова гора
Скоморохова гора — микрорайон в городе Рыбинске Ярославской области. В разговорной речи — просто «Гора».

## Расположение

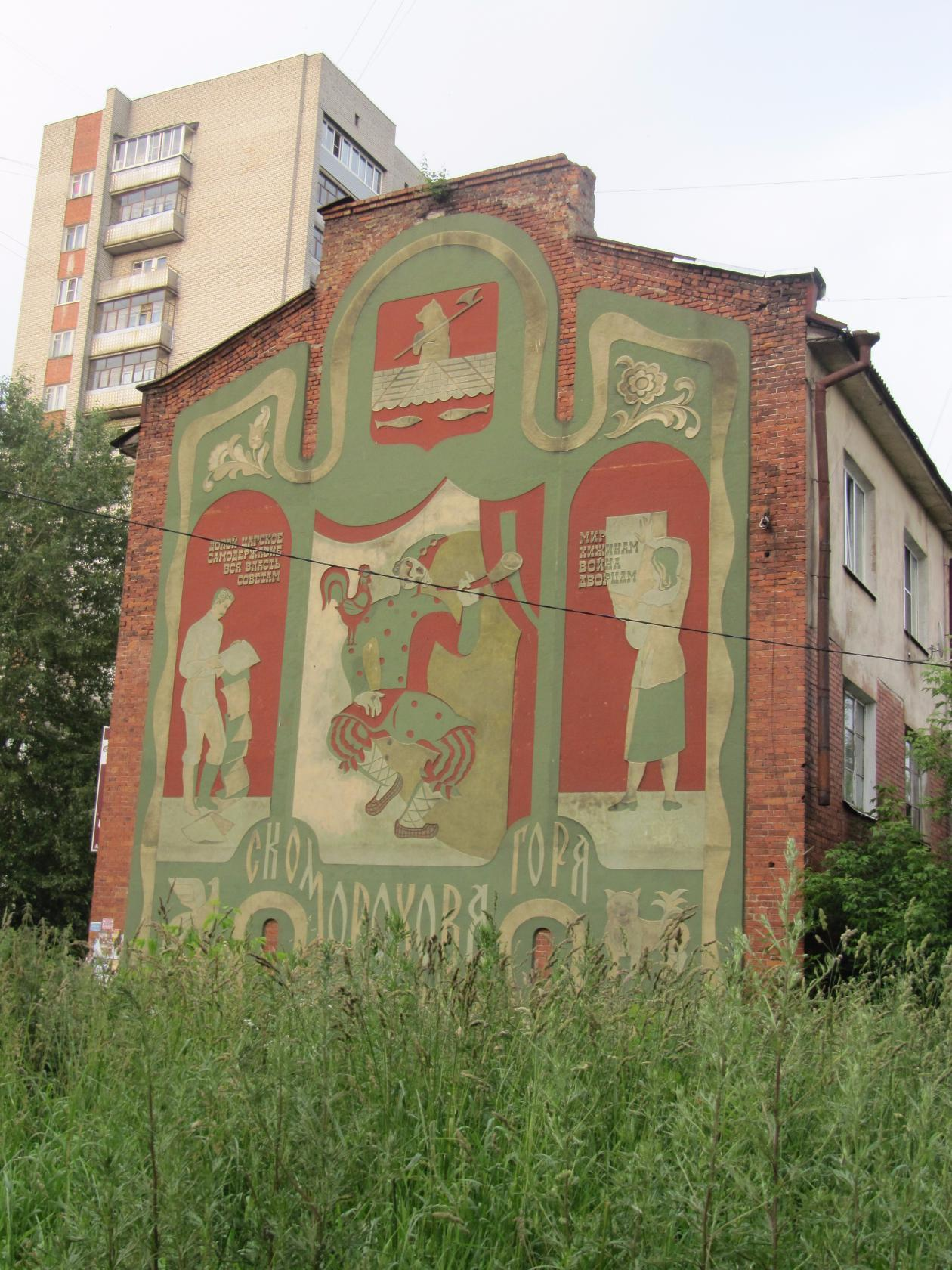
Здание старой постройки с изображением скомороха

Микрорайон расположен юго-западнее городского центра. На севере располагается предприятие ПАО «ОДК-Сатурн», от которого микрорайон отделяет улица Фурманова; на юге граница проходит по путям железнодорожной станции «Рыбинск-Пассажирский», на западе — по железнодорожной ветке, идущей к заводским корпусам и далее — в Тоговщинскую промзону. Граница с центральным микрорайоном проходит по улицам Плеханова и Луначарского. Микрорайон вытянут вдоль улиц Плеханова — Фурманова на 2 километра, при том, что ширина в направлении север-юг не превышает 600 метров.

## История
В конце XIX века на западной окраине Рыбинска на землях помещика Хомутова возникла Хомутовская слобода. В ней жили, главным образом, рабочие и железнодорожные служащие, многие — в собственных домах, чему способствовала невысокая цена земли. В начале XX века в слободе жили около 3000 жителей. За Хомутовской слободой, ближе к железной дороге, располагались небольшие Сыроежинская и Сорокинская слободы, а также Скоморохова гора — небольшой холм, находящийся возле современной кольцевой развязки улиц Плеханова, Свободы и Фурманова. В начале XX века в этом месте проходила улица с похожим названием — «Скоморошинская гора». По одной из версий, такое название было связано с тем, что в этом месте раз в год на Масленицу собирались скоморохи со всей России. Название «Скоморохова гора» впоследствии перешло на микрорайон.
Современный этап развития начался в конце 1970-х, когда руководством Рыбинского моторостроительного объединения (сейчас это ПАО «ОДК - Сатурн») было принято решение о строительстве нового жилого микрорайона на 26 000 жителей для работников завода. От соединения улиц Плеханова и Свободы по территории частного сектора до пересечения с улицей 9 мая была проложена магистральная автодорога — улица Фурманова, ставшая северной границей микрорайона (вся территория севернее отошла к заводу). Застройка активно велась в направлении от городского центра, с 1978 года до начала 1990-х. Практически весь частный сектор был застроен новыми домами, осталось лишь небольшое пространство возле путепровода улицы Фурманова.

## Застройка
Микрорайон имеет продолговатую форму. Основная внутренняя улица носит имя Моторостроителей, начинается от перекрёстка Плеханова — Кирова и проходит сквозь весь микрорайон. Однако она не является сплошной автодорогой для движения, а делится на две части в районе улицы Черкасова и площади «у самолёта», имеющей перепад высот и являющейся пешеходной зоной. По улице Черкасова микрорайон часто разделяют на «начало» и собственно «Гору».

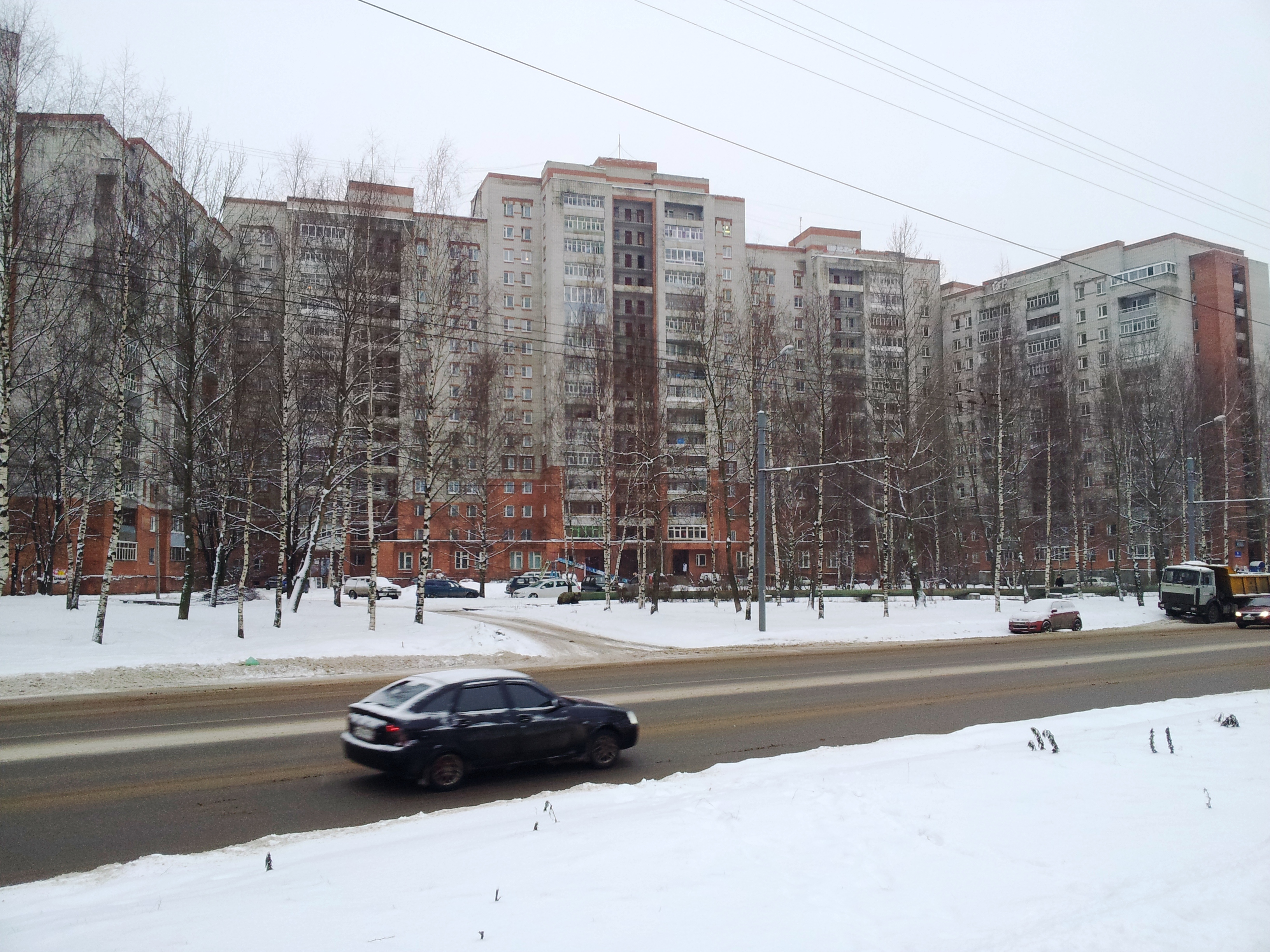
«Каскадник» — кирпичный жилой дом переменной этажности по адресу Фурманова, 9. Северный фасад и проезжая часть улицы Фурманова

Скоморохова гора застроена многоквартирными домами высотой не ниже 9 этажей, с квартирами новой планировки. Большинство домов имеют 9-10 этажей. Практически все они панельные специфической серии, которую в Рыбинске строил только моторостроительный завод. За пределами Рыбинска существовал только один такой дом в Каспийске, который был разрушен в результате террористического акта в 1996 году. Предположительно это доработанная экспериментальная серия 111-82 разработки ЦНИИЭП Жилища. Отличительными особенностями панельных домов являются двухшаговые 6-метровые панели с двумя окнами и широкие лоджии площадью 8 квадратных метров.
В начале микрорайона, помимо панельных, расположены несколько кирпичных 9-этажных домов вдоль улицы Плеханова (серий 1-447С и 114-85) и дома повышенной этажности — 14-этажные «свечки» башенного типа серии 1-528КП-84Э.
Западнее самолёта расположены 4 кирпичных дома переменной этажности, за свою форму получившие в народе название «каскадники»: боковые «крылья» дома имеют по 12 этажей, главный объём — 16 этажей в середине и 14 по бокам. В таком доме имеется 538 квартир и живёт более 1000 человек. Для Рыбинска 1980-х годов каскадники стали уникальными домами. Помимо обычных одно-, двух-, трёх- и четырёхкомнатных квартир в каскадниках были запроектированы квартиры для большой семьи. Такие квартиры имеют площадь около 95 квадратных метров и включают в себя три спальни, гостиную, две кухни и два санузла (раздельный и смежный).
Застройка основной части микрорайона состоит из расположенных в шахматном порядке по обе стороны улицы Моторостроителей четырёх жилых групп с «каскадником» в центре и несколькими 9-этажными панельными домами по краям. Между жилыми группами расположены школы и детские сады.
В конце Скомороховой горы, возле путепровода улицы Фурманова, располагаются самые поздние панельные дома высотой 10 этажей и небольшой частный сектор — остатки «старой» Скомороховой горы. На месте частного сектора планировалась постройка нескольких многоэтажных домов, включая пятый «каскадник», но в связи с экономическим кризисом 90-х строительство не состоялось. Большинство частных домов заброшено и разрушается, в них часто хозяйничают бомжи и нередко возникают пожары.
Микрорайон имеет самую высокую плотность населения в Рыбинске. Стоимость квартир уменьшается по мере удаления от центра города.

## Достопримечательности

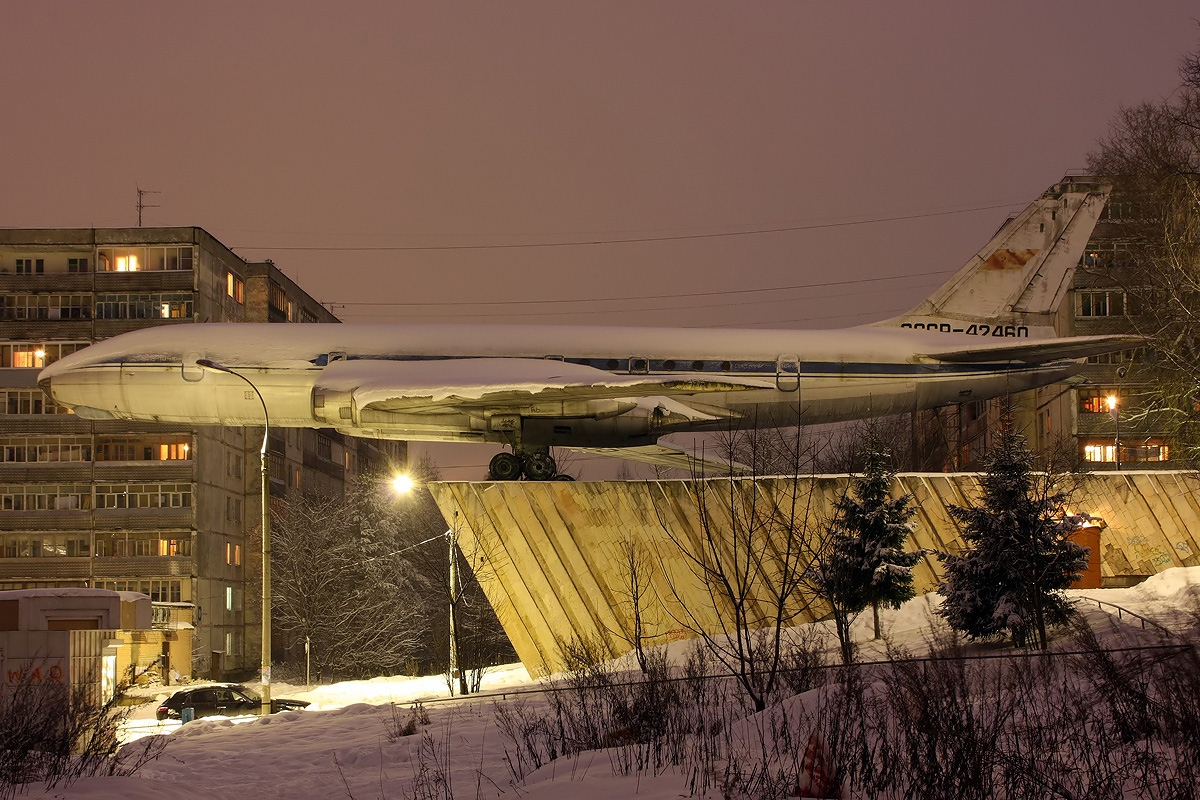
Самолёт Ту-104 (до реставрации) ночью

Главной достопримечательностью Скомороховой горы является площадь, находящаяся возле улицы Черкасова. На ней в 1983 году был установлен настоящий самолёт ТУ-104А с двигателями рыбинского производства в качестве символа моторостроителей. Он установлен на постаменте, носом к центру города и, благодаря перепаду высот, кажется летящим в воздухе. Самолёт удачно вписался в городской ландшафт, стал неотъемлемой частью микрорайона и является одним из городских ориентиров.
В 2016 году самолёт и постамент были отреставрированы к 100-летнему юбилею ПАО «ОДК - Сатурн». Реставрация проводилась при содействии ПАО «ОДК - Сатурн», ПАО «Туполев», городской администрации, а также общественного объединения «Правила взлета». Памятник был открыт 14 октября.

## Инфраструктура

### Социальные объекты
В микрорайоне находятся три детских сада, две школы — № 5 и № 12, а также Рыбинский филиал ВВАГС. В микрорайоне рядом с ж/д вокзалом находится железнодорожная больница, в конце улицы Моторостроителей - детская поликлиника. В постаменте самолёта работает спортшкола СДЮШОР № 8 по боксу. На улице Плеханова ведётся строительство современного фитнес-центра.

### Торговые точки
Благодаря высокой плотности населения и близости к центру города в микрорайоне расположено много торговых учреждений — универсамы, гипер- и супермаркеты сетей: «МАКСИ», «Магнит», «Дружба», «Пятерочка», торговые центры.

## Транспорт
Скоморохова гора прилегает к улице Фурманова, по которой следуют троллейбусы № 4, 5, автобусы № 2, № 6, № 10, № 18, № 25. Благодаря небольшой ширине микрорайона все остановки находятся в пешеходной доступности. Начало микрорайона граничит с железнодорожным вокзалом и вокзальной площадью, являющейся конечной остановкой для многих маршрутов общественного транспорта.
Заезд в восточную часть микрорайона осуществляется через регулируемый перекресток улиц Плеханова и Кирова и со стороны Вокзальной площади (регулируемый перекресток улиц Вокзальная и Луначарского). В основную часть микрорайона заезд осуществляется через регулируемый перекресток улиц Плеханова и Черкасова, а также через примыкания к улице Фурманова. В 2020 году был оборудован заезд в западную часть микрорайона от разворотной дороги, проходящей под путепроводом улицы Фурманова.
Между восточной и основной частями микрорайона нет внутримикрорайонных проезжих дорог. Существует межквартальный проезд в районе самолета, используемый автомобилистами, однако он официально является пешеходной зоной.

## Проблемы
Скоморохова гора испытывает дефицит инфраструктуры, особенно образовательных учреждений. В микрорайоне очень мало детских садов. Также есть проблема со школами и спортивными объектами. В последние 4 года острота проблемы снизилась после ввода в эксплуатацию второго корпуса самой большой в городе школы № 12 с бассейном, нового детского сада № 1 и стадиона за домом № 21 по улице Моторостроителей.
В связи с высокой плотностью населения остро стоит проблема автомобильных парковок.
Все дома микрорайона — повышенной этажности и оснащены мусоропроводом. Во многих домах из-за этого живут крысы.
Ещё одна проблема — воздушное загрязнение. С севера микрорайон граничит с оживлённой трассой улицы Фурманова и производственными корпусами НПО «Сатурн». Однако главный источник загрязнения находится с противоположной стороны —  железнодорожная станция «Рыбинск-пассажирский». Пути железной дороги не электрифицированы, поэтому на них используется тепловозная тяга, а в зимний период — угольное отопление пассажирских вагонов. Кроме того, на путях за Скомороховой горой отстаиваются составы и при трогании поезда с места дизельный двигатель тепловоза выбрасывает много дыма.

## Галерея

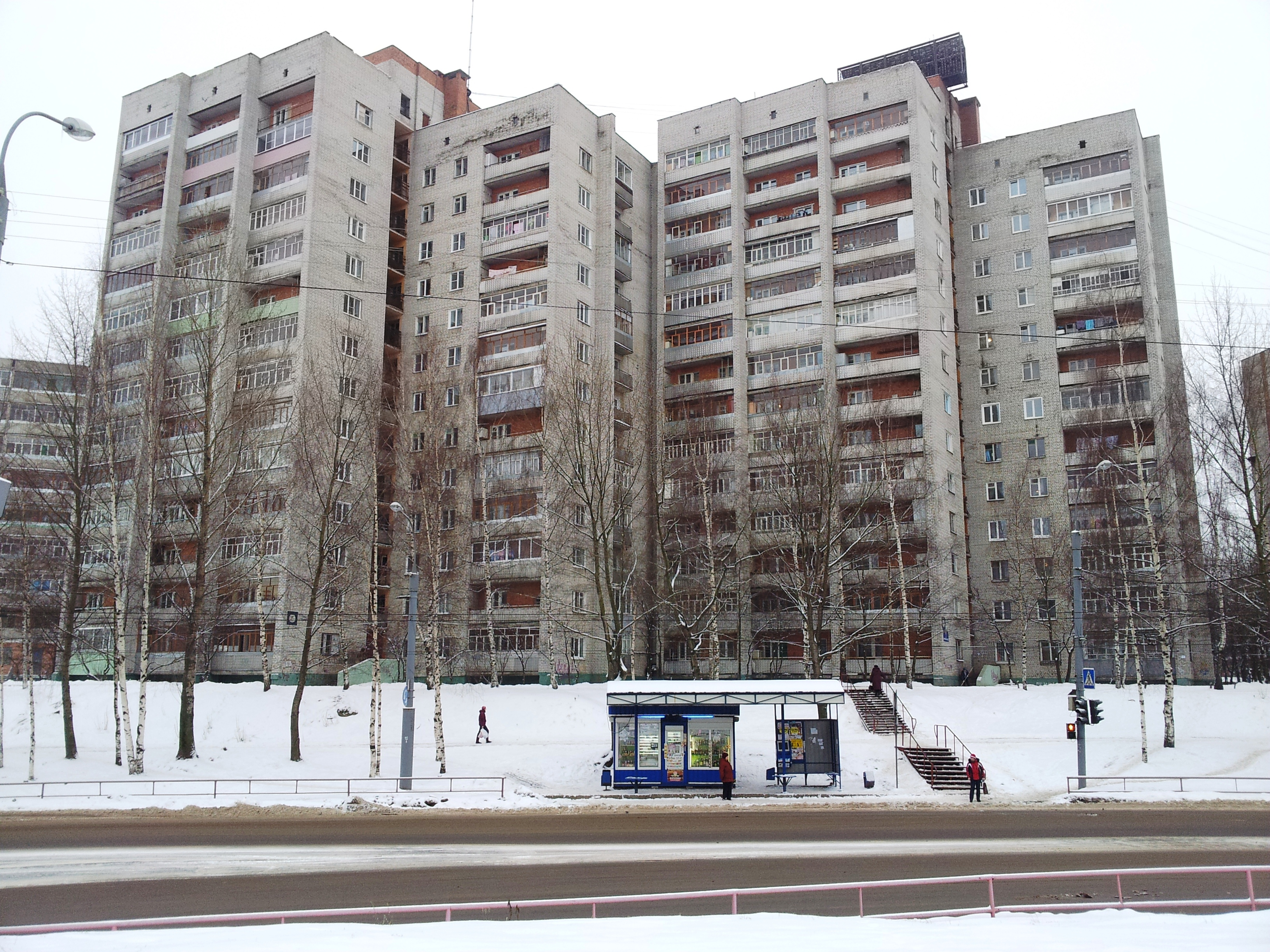
Два сблокированных многоквартирных дома серии 1-528КП-84Э в начале улицы Фурманова
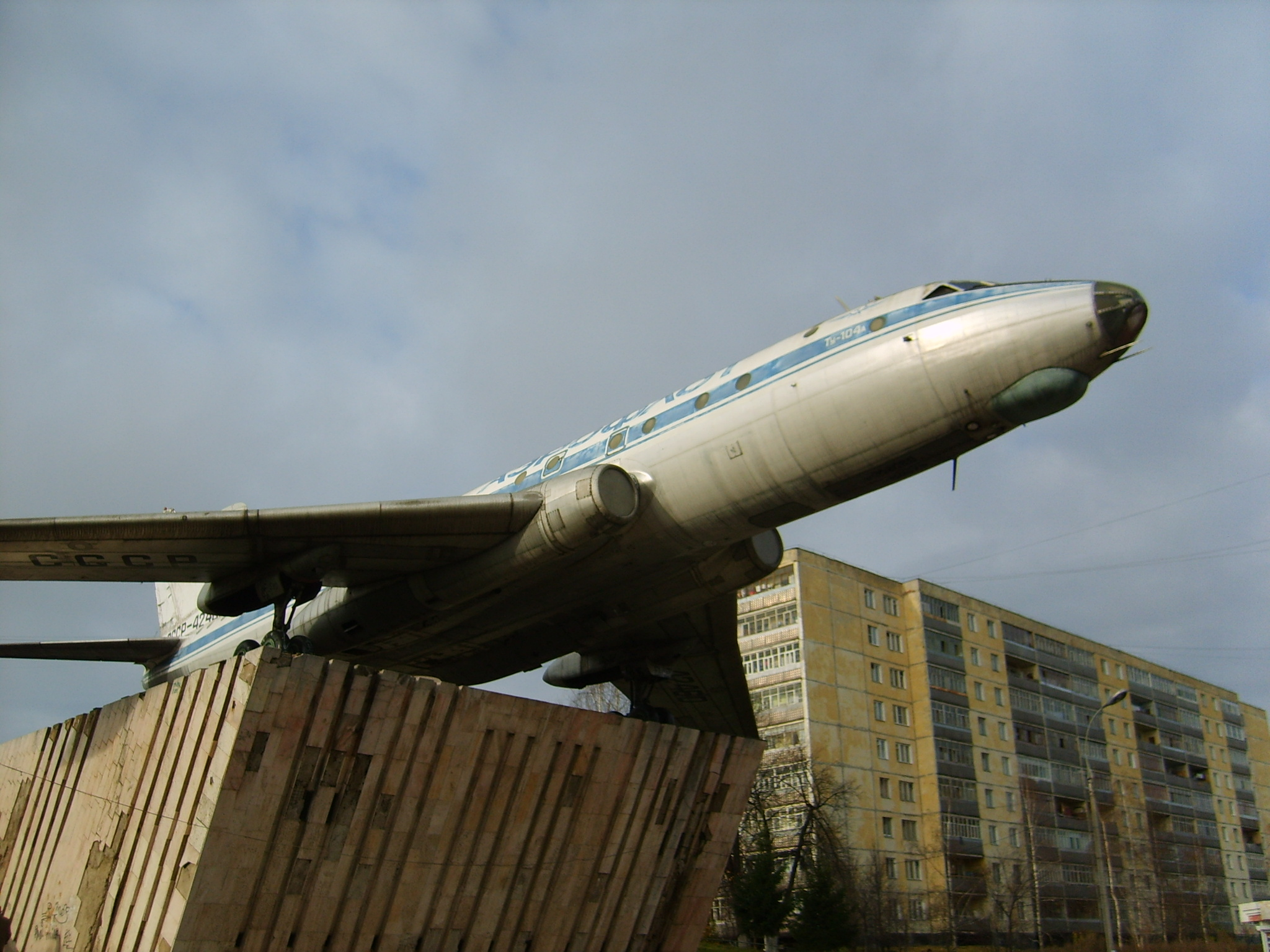
Самолёт Ту-104 (до реставрации) на постаменте
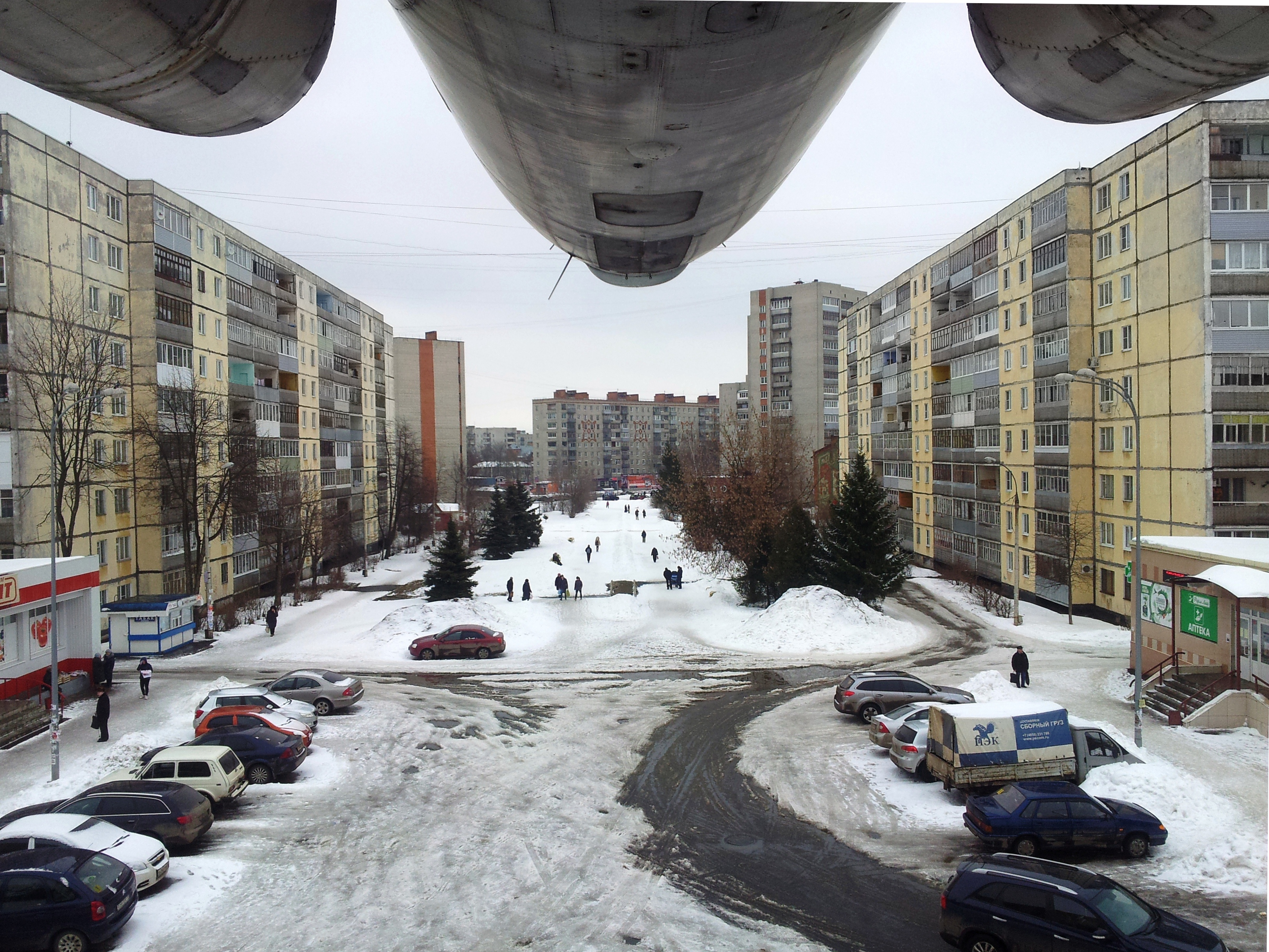
Микрорайон «Скоморохова гора» в Рыбинске: вид из-под самолёта (до реставрации) в сторону центра